# Flughafentunnel (Düsseldorf)
Der Flughafentunnel oder auch Flughafentunnel Düsseldorf ist ein zweiröhriger Autobahn-Tunnel im Verlauf der A 44 im Norden der nordrhein-westfälischen Landeshauptstadt Düsseldorf. Das Bauwerk liegt in direkter Nachbarschaft zum Düsseldorfer Flughafen. Oberhalb des Tunnels verläuft eine Art Grünanlage als Verkehrsbegleitgrün. Der Tunnel hat eine Länge von 1070 m, eine lichte Höhe von 4,85 m sowie eine Breite von 17,25 m je Röhre. In jeder verlaufen drei Fahrstreifen und ein Standstreifen. Die Anschlussstelle Düsseldorf-Flughafen führt teilweise mit ihren Ab- und Auffahrten direkt in den Tunnel. Die zulässige Höchstgeschwindigkeit im Tunnel beträgt 80 km/h. Der Tunnel wird täglich von ca. 71.700 Fahrzeugen durchfahren, der Schwerlastanteil liegt bei 5,2 % (Verkehrszählung 2015).
Der Flughafentunnel soll ab 2020 umfassend saniert werden, um ihn an die Sicherheitsstandards der Richtlinien für die Ausstattung und den Betrieb von Straßentunneln (RABT 2006) anzupassen.